# Estírax
Estírax (em grego: Στύραξ; romaniz.: Stýrax), Tíranx (em grego: Τύραγξ; romaniz.: Tyranx), Astera ou Sturaks foi um rei dos  hunos do Cáucaso do século VI. Era aliado do xá Cavades I. Foi derrotado e capturado em 528 pela rainha sabir Boa enquanto marchava com Glones para ajudar os persas contra os bizantinos. Foi enviado para o imperador Justiniano (r. 527–565) em Constantinopla em grilhões, onde foi executado perto de São Conão, além do Corno de Ouro.
Estírax era um nome grego comum e foi utilizado por João Malalas (o autor que registra este episódio) em substituição do nome huno dessa personagem. Para Maenchen-Helfen, é possível associar este indivíduo ao Estíraco (em grego: Στύραχος) citado numa inscrição de Gorgípia, no Quersoneso. O nome Estíraco foi reconstruído em sua forma turcomana como *sturak e nesta forma foi associado a stur-, "grande".